# Obroșîne, Pustomîtî
Obroșîne (în ucraineană Оброшине) este localitatea de reședință a comunei Obroșîne din raionul Pustomîtî, regiunea Liov, Ucraina.

## Demografie
Componența lingvistică a localității Obroșîne
     Ucraineană (99,16%)
     Alte limbi (0,76%)
Conform recensământului din 2001, majoritatea populației localității Obroșîne era vorbitoare de ucraineană (99,16%), existând în minoritate și vorbitori de alte limbi.